# Dave Clark (Dave Clark Five)
David Clark, doorgaans Dave Clark genoemd (Tottenham, Noord-Londen, 15 december 1942) is een Engelse drummer, songwriter en muziekproducent. In de jaren zestig van de 20e eeuw leidde hij The Dave Clark Five, een van de meest succesvolle popgroepen uit die tijd.

## Levensloop
Dave Clark verliet op vijftienjarige leeftijd zonder diploma’s de school. Hij ging werken als stuntman en trad op in meer dan veertig films. Medio jaren vijftig kocht Clark een drumstel en leerde zichzelf spelen. In 1957 vormde hij een groep die jazz en dansmuziek speelde, The Dave Clark Quintet. De oorspronkelijke bedoeling was geld bij elkaar te krijgen, zodat Clarks voetbalteam, een jeugdteam van Tottenham Hotspur FC, een reisje naar Nederland kon maken, maar de groep had zoveel succes dat ze bij elkaar bleef toen het doel was bereikt.
In 1958 ging de groep een samenwerkingsverband aan met de zanger en saxofonist Stan Saxon. Ze noemden zich nu ‘Dave Clark Five with Stan Saxon’. Toen Saxon in 1962 vertrok, bleef The Dave Clark Five over. De groep stapte over op popmuziek. Vanaf 1962 was de samenstelling: Dave Clark, drums, Mike Smith, zang en elektronisch orgel, Lenny Davidson, sologitaar, Rick Huxley, basgitaar en Denis Payton, saxofoon, mondharmonica en gitaar. Vooral het gebruik van een saxofoon was ongebruikelijk in de Britse popmuziek van die tijd. Dat gold ook voor de opstelling van de groep tijdens optredens. Dave Clark zat met zijn drumstel prominent vooraan op het toneel met de vier andere leden links en rechts van hem en iets naar achteren.
Dave Clark was de onbetwiste leider van de groep. Hij maakte alle afspraken. De andere leden van de groep waren bij hem in loondienst. Hij schreef ook de meeste liedjes voor de groep, al dan niet samen met een van de andere leden. De meeste nummers staan op naam van Dave Clark en Mike Smith. Clark had ook de supervisie over de platenproductie. De opnamen verkocht hij aan de platenmaatschappijen, maar de rechten van de opnamen bleven bij hem. Ook dat was heel ongebruikelijk in die tijd. Als producent van hun platen werd steeds Adrian Clark genoemd. Dat was het koppel Adrian Kerridge/Dave Clark. Kerridge was de geluidstechnicus die er altijd bij was.
In 1964 was The Dave Clark Five een van de populairste Britse groepen. In januari van dat jaar verdreef hun nummer Glad All Over het nummer I Want to Hold Your Hand van The Beatles van de eerste plaats. Later in dat jaar begon de groep aan een tournee door de Verenigde Staten als eerste Britse groep na The Beatles. Ze was ook de eerste Britse groep na The Beatles die optrad in The Ed Sullivan Show. Succes in de VS bleef niet uit, al duurde het tot eind 1965 voor ze daar ook een nummer 1-hit kreeg met Over and Over. De groep kwam de komende jaren vele malen terug in de VS om in contact te blijven met de Amerikaanse fans.
Naast Glad All Over en Over and Over waren ook Bits and Pieces (1964), Can’t You See That She’s Mine (1964), Because (1964), Anyway You Want It (1964), I Like It Like That (1965), Catch Us If You Can (1965) en You Got What It Takes (1967) grote hits.
In 1964 maakte de groep een film, Catch Us If You Can. De leden van de groep speelden een groep stuntmannen met Dave Clark als leider. Voor Clark was dat een vertrouwde rol. In de VS werd de film uitgebracht onder de naam Having a Wild Weekend.
De groep stopte in 1970, op een moment dat de belangstelling voor hun muziek nog niet voorbij was, maar wel afnam. Dave Clark en Mike Smith gingen nog korte tijd door met een groep genaamd Dave Clark and Friends. In 1972 brak Clark bij een ongeval vier knokkels en stopte hij met drummen.
Al in de Dave Clark Five-periode begon Dave Clark een mediabedrijf op te bouwen. In 1968 maakte hij een televisieprogramma Hold On, It’s the Dave Clark Five. Na die tijd verwierf hij de rechten van de opnamen van het tv-programma Ready Steady Go! Hij bracht ze uit op videocassette. In 1986 schreef hij een sciencefiction-musical Time, die twee jaar lang repertoire hield in een Londens theater. De hoofdrol werd eerst gespeeld door Cliff Richard en later door David Cassidy. Clark bleef ook liedjes schrijven en produceren.
Dave Clark heeft zijn privéleven altijd zo veel mogelijk afgeschermd voor de buitenwereld. Hij geeft ook zelden interviews. Er is ook weinig meer over zijn privéleven bekend dan dat hij nooit getrouwd is en dat hij bevriend was met Freddie Mercury. In een van zijn spaarzame interviews vertelde hij dat hij aanwezig was bij diens overlijden.

### Kritiek
The Dave Clark Five had een grote schare trouwe fans, maar ook veel critici. De meeste kritiek kreeg de voorman, Dave Clark:
Their music was mechanical and unimaginative, and their act completely wooden. Dave Clark himself was the most unconvincing performer in the group. He loooked like he was perched on top of a very sharp spike and was afraid to relax for a moment in case he became impealed on it.
Hun muziek was mechanisch en fantasieloos, en hun optredens houterig. Dave Clark zelf was de grootste stuntelaar van de groep. Hij keek alsof hij op een zeer scherpe punt zat en bang was om even te ontspannen voor het geval hij erop zou worden gespietst.
Dave Clark is altijd achtervolgd door twee hardnekkige geruchten: hij zou niet zelf hebben gespeeld op zijn platen, maar daarvoor een sessiedrummer hebben ingehuurd, en het grootste deel van de liedjes die op zijn naam staan is geschreven door een ander. Ron Ryan, korte tijd gitarist bij de Londense popgroep The Riot Squad, heeft in een interview verklaard dat hij de echte schrijver was.
Toen de groep was gestopt, is Clark vaak bekritiseerd omdat hij de opnamen van The Dave Clark Five, waarvan hij alle rechten heeft, maar mondjesmaat vrijgaf aan het publiek. In 1993 verscheen een verzamel-cd in Groot-Brittannië en een dubbel-cd in de VS. Ze waren allebei snel uitverkocht en daarna werden op de tweedehandsmarkt hoge prijzen voor deze cd’s betaald. Daarnaast was er een levendige handel in bootleg-opnamen. De fans moesten wachten tot 2008 voordat er weer een legale cd met muziek van de groep op de markt kwam.

### Hall of Fame
Op 10 maart 2008 werd The Dave Clark Five opgenomen in de Rock and Roll Hall of Fame in Cleveland. De drie toen nog levende leden van de groep: Dave Clark, Lenny Davidson, en Rick Huxley, waren bij de plechtigheid aanwezig. Denis Payton en Mike Smith waren toen al overleden, Mike Smith maar elf dagen tevoren, op 28 februari 2008.
Richard "Rick" Huxley overleed op 11 februari 2013 aan de gevolgen van een longemfyseem, waarschijnlijk veroorzaakt door roken. Hiermee zijn van het vijftal alleen Dave en Lenny nog over.